# Строкатий буревісник
Строкатий буревісник (Calonectris) — рід морських птахів родини буревісникових (Procellariidae).

## Поширення
Рід включає види, що трапляються в Атлантичному океані (включаючи Середземне море), західній частині Тихого океану, а також у південно-західній і крайній східній частинах Індійського океану.

## Види
Рід включає чотири види:
- Буревісник тихоокеанський (Calonectris leucomelas)
- Буревісник атлантичний (Calonectris borealis)
- Буревісник середземноморський (Calonectris diomedea)
- Буревісник кабо-вердійський (Calonectris edwardsii)